# Codogno
Codogno es una localidad y comune italiana de la provincia de Lodi, región de Lombardía, con 15.642 habitantes.

## Historia
El asentamiento parece remontarse a la penetración romana en la Galia Cisalpina, quizás con la función de un campamento. El nombre Codogno, antiguamente «Cothoneum», podría derivar del nombre del cónsul Aurelio Cotta (que venció a los galos ínsubres que poblaron aquellas tierras), pero no es seguro, ya que la primera mención segura de la existencia de Codogno solo se remonta a 997, en un diploma del emperador Otón III. A principios del siglo XI, Otón III dona el feudo a un conde Reglerio o Ruggero, y pasa a manos del obispo de Lodi entre los siglos XI y XV. El nombre también podría provenir del membrillo (en latín mālum cotōnium y en italiano moderno melo cotogno), típico del lugar.
Después de siglos en posesión del obispado de Lodi, Codogno fue cedido en 1441 por el señor de Milán, Filippo Maria Visconti, a la familia Fagnani y sucesivamente en 1450 a los Trivulzio, en cuyo poder obtuvo el rango de burgo (borgo, ciudad fortificada) por parte de Francesco Sforza.
Entonces, Codogno experimentó fuertes tensiones autonomísticas, gozando de una vida comercial propia como pequeño polo de atracción para las localidades vecinas. Tanto fue así que sus habitantes se desligaron del territorio de los Trivulzio y solicitaron ser considerados habitantes de Piacenza para poder acceder a un mercado más libre y amplio. Este deseo fue concedido a través de una ley ratificada el 21 de abril de 1492. En muestra de gratitud, el pueblo de Codogno incorporó en su escudo de armas la loba de Piacenza, atada con una cadena de oro al árbol del membrillo.
El inicio del siglo XVI, caracterizado por las batallas entre Francia y España por la ocupación de Italia (culminadas con el saqueo de la ciudad por parte del duque de Borbón en su camino a Pizzighettone) y por la peste de 1516, detuvieron el desarrollo de la ciudad. Después de las guerras, en 1524, la ciudad fue fortificada. En este periodo se construyó la iglesia parroquial de San Biagio (San Blas).
En 1639, la ciudad fue ocupada por los lansquenetes, que difundieron la peste. Ello redujo la población en una quinta parte, hasta el umbral de los 6500 habitantes, pero no impidió que Codogno prosperase económicamente, lo que a su vez llevó a que los regidores reclamasen la emancipación de la servidumbre feudal. A la muerte del príncipe Antonio Teodoro Trivulzio, quien no dejó hijos varones, los habitantes de Codogno decidieron jurar lealtad directamente al rey Carlos II. El 6 de junio de 1672, por diploma real de Carlos II, se estableció in perpetuo la libertad de Codogno de todo feudo, pasando a tener la consideración de «regio burgo» (regio borgo).
El 10 de mayo de 1796 murió en Codogno el general napoleónico Amédée Emmanuel François Laharpe, por error, por un soldado de su propio ejército. En la época napoleónica, se incorporaron a Codogno los municipios de Gattera, Retegno y Triulza, que volvieron a ser autónomos con la constitución del Reino lombardo-véneto. Gattera y Triulza fueron incorporados definitivamente en 1869.
En 1955, Codogno obtuvo el título de ciudad. El 9 de diciembre de 1957, en sus proximidades, se produjo un accidente ferroviario que se saldó con 15 muertos y más de 30 heridos. En 1992, Codogno pasó de la provincia de Milán a la provincia de Lodi. El código ISTAT del municipio antes del cambio era 015079.
En 2020, Codogno se convirtió en el foco del brote de coronavirus en Italia cuando un hombre de 38 años ingresó en el hospital con síntomas de una gripe.

## Evolución demográfica
| Gráfica de evolución demográfica de Codogno entre 1861 y 2001 |
|                                                               |
| Fuente ISTAT - elaboración gráfica de Wikipedia               |